# 2 до н. е.

## Події

### Римська імперія
- Гай Юлій Цезар Октавіан Август (втринадцяте) і Марк Плавцій Сільван обрані римськими консулами.
- Овідій пише «Науку кохання» (лат. «Ars amatoria»).
- В Римі освячені Форум Августа і Храм Марса Месника.

### Інший світ
- Перепис населення в Китаї.
- За допомогою перевороту на престол Великої Вірменії повернулись, усунуті римлянами за 3 роки до того, Тигран IV та Ерато.

## Померли
- Фраат IV — правитель Парфянського царства з династії Аршакидів
- Юл Антоній — політичний діяч Римської імперії